# Toukiden
Toukiden: The Age of Demons (jap.: 討鬼伝) ist ein Action-Rollenspiel des japanischen Entwicklers Omega Force, das 2013 über Tecmo Koei zunächst für die tragbaren Konsolen PlayStation Portable (PSP) und PlayStation Vita veröffentlicht wurde. 2014 veröffentlichte Tecmo Koei für dieselben Plattformen die erweiterte Version Toukiden: Kiwami, die 2015 außerdem für PlayStation 4 und Windows portiert wurde. 2016 erschien der Nachfolger Toukiden 2.

## Handlung und Spielprinzip
In der Spielwelt von Toukiden wird die Menschheit von marodierenden Dämonenhorden, Oni genannt, bedroht. Sie töten Menschen und nehmen ihre Seelen in sich auf. Ein Teil des Landes wurde bereits überrannt, nun bedrohen sie die Midlands. Nur die Slayer, menschliche Dämonenjäger, können die Dörfer vor Überfällen beschützen. Der Spieler erstellt sich zu Beginn einen solchen Slayer, der als neuer Rekrut ins Dorf Utakata entsandt wird. Im Verbund mit den dort stationierten Slayern erlernt er die Jagd auf Dämonen.
Das Spielprinzip ist deutlich an die Capcom-Reihe Monster Hunter angelehnt, wobei die Gegner durch eine Vielzahl unterschiedlicher Dämonen, die Oni, dargestellt werden. Unterschieden wird zwischen gewöhnlichen Oni und großen End- und Zwischengegnern. Der Spieler bekämpft in actionreichen Echtzeitkämpfen eine große Zahl dieser gegnerischen Kreaturen, wofür er mit Sammelgegenständen belohnt wird. Mit Hilfe dieser Gegenstände kann er im Dorf neue und bessere Ausrüstungsgegenstände erstellen. Der Spieler kann anhand der Bewaffnungen einen Kampfstil frei wählen, daneben bestimmt er die Rüstung und Fähigkeiten. Sonderfähigkeiten erhält er über das Sammeln von Seelen, sogenannter Mitamas, die er in den Kampfmissionen erlangen kann und die die Seelenessenz verstorbener Menschen darstellen. Die darüber verliehenen Sonderfähigkeiten fallen in unterschiedliche Kategorien wie Offensive, Verteidigung o. ä. Sie können in unterschiedlicher Zusammensetzung genutzt werden, um den Charakter zu verbessern. Durch Einsatz in den Missionen und Spielwährung können diese Fähigkeiten noch zusätzlich verbessert werden.
Das Spiel kann sowohl allein, als auch im Koop-Modus über WLAN oder Internet mit anderen Spielern gespielt werden.

## Entwicklung
Mit Toukiden hoffte Tecmo Koei eine Angebotslücke auf den Sony-Handheldkonsolen zu schließen, die durch Capcoms Entschluss entstand, ihre beliebte Spielreihe Monster Hunter exklusiv nur für Nintendo-Handhelds zu entwickeln. Da Koei eine lange Tradition von historisch inspirierten Spielen hatte, griff man für das Szenario die aus der japanischen Mythologie stammenden Oni als Zentralmotiv auf. Auf der Vita stand es genremäßig in Konkurrenz zu den Titeln God Eater 2 und Freedom Wars. Für die Veröffentlichung ließ Tecmo Koei von Studio 4°C einen vierminütigen Anime-Trailer erstellen, der eine Einführung in die Thematik und Spielwelt gibt. Ebenfalls wurde im Vorfeld der Veröffentlichung einer Manga-Adaption mit dem Titel Toukiden Woniuchi von Urasuke Ayano angekündigt, die ebenfalls vor der Handlung des Spiels angesiedelt ist.
Im April 2014 kündigte Tecmo Koei für Japan die erweiterte Fassung Toukiden Kiwami auf PSP und Vita an. Im September wurde auch eine Lokalisierung für den westlichen Markt angekündigt, allerdings nicht mehr für die PSP. Diese Ankündigung wurde im Januar 2015 durch eine PlayStation-4-Fassung ergänzt, einschließlich Unterstützung für Crossplay und den Savegame-Austausch zwischen PS4- und Vita-Konsolen. Auch für Toukiden Kiwami erstellte Studio 4°C einen Anime-Trailer.

## Rezeption
Die Bewertungen für das Spiel fielen durchmischt aus.

“Toukiden may be a clone, created with the sole aim of replicating Monster Hunter's success. But while most clones are hideous experiments gone wrong, Toukiden just about earns its right to an independent existence - especially while Vita owners wait for a real Monster Hunter game to arrive.”

„Toukiden mag ein Klon sein, der ausschließlich mit dem Ziel entwickelt wurde, den Erfolg von Monster Hunter zu kopieren. Aber während die meisten Klone abscheulich schiefgelaufene Experimente sind, verdient Toukiden fast sein Recht auf eine unabhängige Existenz – insbesondere solange Vita-Besitzer auf das Erscheinen eines echten Monster-Hunter-Spiels warten.“

“Outside of its gripping boss battles, Toukiden: The Age of Demons doesn't do much to get you excited. From its art style and audio to its combat and crafting system, it sticks to a familiar format, but its accessibility might just be its best asset, making it a decent alternative to the slightly more demanding mechanics of Monster Hunter. For a new property, though, it's an absolutely rock solid foundation on which developer Omega Force can build upon, hopefully crafting a sequel that slays the demon that we call predictability.”

„Abseits seiner packenden Bosskämpfe liefert Toukiden: The Age of Demons wenig Spannendes. Vom optischen und akustischen Design bis zum Kampf- und Handwerkssystem folgt es einer vertrauten Formel. Aber seine Zugänglichkeit ist möglicherweise das größte Kapital, die es zu einer anständigen Alternative zu den etwas anspruchsvolleren Mechaniken von Monster Hunter macht. Für eine neue Marke ist es nämlich eine absolut solide Grundlage, auf der Entwickler Omega Force aufbauen kann, um hoffentlich eine Fortsetzung zu entwickeln, die den Dämon namens Vorhersehbarkeit bekämpft.“

„Um Toukiden zu beschreiben, verlinke ich einfach den Test des aktuellen Monster Hunter, erwähne den leichteren Schwierigkeitsgrad des Nachahmers sowie das Fehlen einer glaubwürdigen Welt und verabschiede mich mit dem zynischen Hinweis, dass das immerhin besser ist, als weiterhin vergeblich auf ein Monster Hunter für PlayStation Vita zu warten. Danke und schönen Feierabend!“

In den ersten Tagen nach Verkaufsstart in Japan wurden 300.000 Kopien des Spiels für PSP und Vita verkauft. Tecmo Koei zeigte sich Oktober 2013 mit 470.000 ausgelieferten Einheiten sehr zufrieden mit den Absatzzahlen, bis Mai 2014 stiegen diese Zahlen auf 550.000 Einheiten weltweit.
Der Verkaufsstart von Toukiden Kiwami in Japan fiel deutlich schwächer aus. Am ersten Tag wurden rund 90.000 Einheiten verkauft, davon 79.000 für die Vita. Die Veröffentlichung fiel in das Zeitfenster nach Ankündigung des Produktionsstops der PlayStation Portable, was als ein Grund für die schwachen PSP-Verkaufszahlen angenommen wurde.